# Utricularia quelchii
Utricularia quelchii — вид рослин із родини пухирникових (Lentibulariaceae).

## Середовище проживання
Цей вид обмежений регіоном Гаянських нагір'їв на півночі Південної Америки (Гаяна, пн. Бразилія, Венесуела).
Цей вид росте як епіфіт на низьких деревах, на вологих скелях і на болотах на Тепуї Гаянських нагір'їв; на висотах від 1400 до 2800 метрів.

## Використання
Цей вид є популярним предметом для вирощування серед любителів хижих рослин завдяки красі його квіток. Однак садівництво незначне.